# Hexacynodon
Hexacynodon es un género extinto de sinápsido no-mamífero.